# Diócesis de Magangué
La diócesis de Magangué (en latín: Dioecesis Maganguensis) es una circunscripción eclesiástica de la Iglesia católica en Colombia. Se trata de una diócesis latina, sufragánea de la arquidiócesis de Cartagena de Indias. Desde el 21 de noviembre de 2014 su obispo es Ariel Lascarro Tapia.

## Territorio y organización

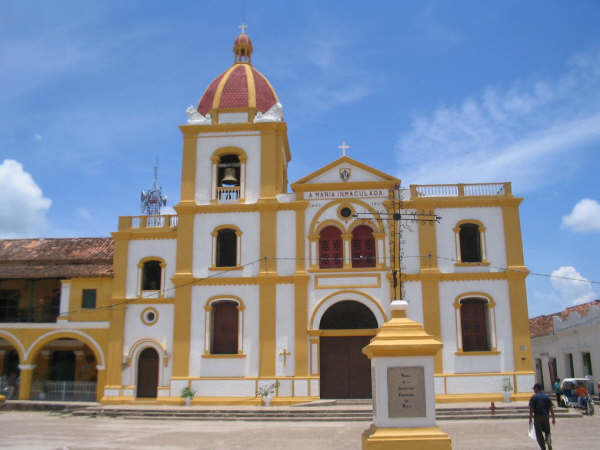
Basílica del Santísimo Cristo Milagroso, en Santa Cruz de Mompox

La diócesis tiene 20 165 km² y extiende su jurisdicción sobre los fieles católicos de rito latino residentes en 27 municipios del departamento de Bolívar: Achí, Altos del Rosario, Arenal, Barranco de Loba, Cantagallo, Cicuco, Córdoba, El Peñón, Hatillo de Loba, Magangué, Margarita, Montecristo, Morales, Norosí, Pinillos, Regidor, Río Viejo, San Fernando, San Jacinto del Cauca, San Martín de Loba, San Pablo, Santa Cruz de Mompox, Santa Rosa del Sur, Simití, Talaigua Nuevo, Tiquisio y Zambrano.
La sede de la diócesis se encuentra en la ciudad de Magangué, en donde se halla la Catedral de Nuestra Señora de la Candelaria. En Santa Cruz de Mompox se halla la basílica del Santísimo Cristo Milagroso.
En 2021 en la diócesis existían 50 parroquias agrupadas en 7 vicarías: Nuestra Señora de la Candelaria, San Luis Beltrán, San Martín de Loba, Cristo Buen Pastor, San Vicente de Paúl, San Sebastián y Santa Rosa de Lima:
Vicaría Nuestra Señora de la Candelaria
- Nuestra Señora de la Candelaria (catedral). Municipio de Magangué
- Nuestra Señora del Carmen. Barbosa (Magangué)
- Nuestra Señora del Carmen. Palomino (Pinillos)
- Inmaculada Concepción. Municipio de Pinillos
- San Pío X. Municipio de Magangué
- San Francisco de Asís. Municipio de Magangué
- San Alberto Magno. Municipio de Magangué
- Jesús de la Misericordia. Municipio de Magangué

Vicaría San Luis Beltrán
- Sagrada Familia. Municipio de Talaigua Nuevo
- San Fernando Rey. Municipio de San Fernando
- Santa Cruz de Mompox. Municipio de Mompox
- San Francisco Javier. Municipio de Margarita
- Santo Domingo de Guzmán. Municipio de Mompox
- Nuestra Señora de la Unidad. Municipio de Cicuco

Vicaría San Martín de Loba
- Nuestra Señora de la Candelaria. Municipio de Barranco de Loba
- Nuestra Señora del Rosario. Municipio de Altos del Rosario
- Nuestra Señora de la Visitación. Municipio de El Peñón
- San Martín de Tours. Municipio de San Martín de Loba
- Inmaculada Concepción. Corregimiento Las Conchitas (Pinillos)
- San Joaquín y Santa Ana. Municipio de Hatillo de Loba

Vicaría Cristo Buen Pastor
- Cristo Buen Pastor. Municipio de Magangué
- San Sebastián. Municipio de Zambrano
- La Divina Infancia de Jesús. Municipio de Magangué
- Inmaculada Concepción. Municipio de Magangué
- Nuestra Señora del Perpetuo Socorro. Corregimiento Cascajal.
- San Pablo. Municipio de Córdoba
- Nuestra Señora del Rosario. Camilo Torres (Magangué)

Vicaría San Vicente de Paúl
- San Vicente de Paúl. Caribona (Montecristo)
- San José. Achí
- Santo Cristo. Montecristo
- Jesús Eucaristía. Puerto Rico (Tiquisio)
- Santísimo Cristo. Tiquisio
- Nuestra Señora del Carmen de Puerto Venecia (Achí)

Vicaría San Sebastián
- San Sebastián de las Palmas. Municipio de Morales
- San José. Municipio de Arenal
- Nuestra Señora de la Candelaria. Municipio de Rioviejo
- San Juan Bautista el Precursor. Municipio de Norosi
- San Francisco de Asís. Municipio de Regidor

Vicaría Santa Rosa de Lima
- San Lucas Evangelista. Municipio de Santa Rosa del Sur
- Santa Rosa de Lima. Municipio de Santa Rosa del Sur
- San Antonio de Padua. Municipio de Simití
- Espíritu Santo. Corregimientos de San Blas y Monterrey del municipio de Simití.
- Jesús de la Misericordia. Corregimiento Los Canelos (Santa Rosa del Sur).
- San Isidro Labrador. Municipio de Santa Rosa del Sur

## Historia
La diócesis fue erigida el 25 de abril de 1969 mediante la bula Recta sapiensque del papa Pablo VI, obteniendo el territorio de la arquidiócesis de Cartagena de Indias y del vicariato apostólico de San Jorge (hoy diócesis de Montelíbano). Inaugurada el 17 de agosto de 1969, como primer obispo fue nombrado Eloy Tato Losada, hasta entonces vicario apostólico de San Jorge. Losada gobernó hasta el 31 de mayo de 1994, cuando la Santa Sede aceptó su renuncia.
A Losada le tocó un difícil período cuando los sacerdotes del Instituto Español San Francisco Javier para las Misiones Extranjeras abandonaron la diócesis, esto dio como consecuencia casi una diócesis sin sacerdotes, por esto el obispo comenzó una cruzada por diócesis del interior del país y seminarios buscando vocaciones y el servicio de sacerdotes que quisieran llegar a trabajar. De esto se obtuvo la ayuda de la arquidiócesis de Medellín, las diócesis de Sonsón-Rionegro y Santa Rosa de Osos y la presencia de comunidades religiosas masculinas como: los franciscanos, vicentinos, jesuitas, claretianos, y Misioneros Javerianos de Yarumal.
El 31 de mayo de 1994 fue nombrado como segundo obispo Armando Larios Jiménez, del clero de la arquidiócesis de Barranquilla, quien gobernó hasta el 8 de marzo de 2001 cuando fue nombrado obispo de Riohacha. La diócesis permaneció vacante por espacio de siete meses en los cuales la diócesis fue administrada canónicamente por el arzobispo de Cartagena, Carlos José Ruiseco Vieira. 
El 3 de noviembre de 2001 fue designado como nuevo obispo de Magangué Jorge Leonardo Gómez Serna hasta entonces obispo de Socorro y San Gil. El 5 de diciembre de 2001 tomó posesión canónica como tercer obispo de la diócesis. Gobernó hasta 30 de julio de 2012, cuando la Santa Sede aceptó su renuncia. En la sede vacante se designó como administrador apostólico a Hernán Giraldo Jaramillo, obispo emérito de Buga.

## Estadísticas
Según el Anuario Pontificio 2022 la diócesis tenía a fines de 2021 un total de 741 360 fieles bautizados.
| Año                                                                             | Población            | Población | Población      | Sacerdotes | Sacerdotes    | Sacerdotes    | Bautizados por sacerdote | Diáconos permanentes | Religiosos | Religiosos | Parroquias |
| Año                                                                             | Bautizados católicos | Total     | % de católicos | Total      | Clero secular | Clero regular | Bautizados por sacerdote | Diáconos permanentes | Varones    | Mujeres    | Parroquias |
| ------------------------------------------------------------------------------- | -------------------- | --------- | -------------- | ---------- | ------------- | ------------- | ------------------------ | -------------------- | ---------- | ---------- | ---------- |
| 1970                                                                            | 290 000              | 300 000   | 96.7           | 36         | 13            | 23            | 8055                     |                      | 26         | 79         | 20         |
| 1976                                                                            | 360 000              | 371 000   | 97.0           | 20         | 13            | 7             | 18 000                   |                      | 7          | 91         | 22         |
| 1980                                                                            | 417 900              | 430 200   | 97.1           | 22         | 15            | 7             | 18 995                   |                      | 8          | 92         | 22         |
| 1990                                                                            | 460 000              | 485 000   | 94.8           | 30         | 18            | 12            | 15 333                   |                      | 15         | 83         | 23         |
| 1999                                                                            | 460 000              | 500 000   | 92.0           | 35         | 29            | 6             | 13 142                   |                      | 9          | 58         | 25         |
| 2000                                                                            | 460 000              | 500 000   | 92.0           | 32         | 28            | 4             | 14 375                   |                      | 8          | 56         | 25         |
| 2001                                                                            | 460 000              | 500 000   | 92.0           | 33         | 30            | 3             | 13 939                   |                      | 3          | 55         | 28         |
| 2002                                                                            | 466 000              | 507 000   | 91.9           | 33         | 33            |               | 14 121                   |                      |            | 45         | 26         |
| 2003                                                                            | 471 000              | 512 000   | 92.0           | 35         | 35            |               | 13 457                   |                      |            | 43         | 29         |
| 2004                                                                            | 600 000              | 750 000   | 80.0           | 33         | 33            |               | 18 181                   |                      |            | 46         | 32         |
| 2013                                                                            | 677 000              | 838 000   | 80.8           | 70         | 66            | 4             | 9671                     |                      | 4          | 26         | 43         |
| 2016                                                                            | 700 866              | 867 334   | 80.8           | 62         | 58            | 4             | 11 304                   |                      | 7          | 23         | 47         |
| 2019                                                                            | 724 000              | 895 500   | 80.8           | 68         | 64            | 4             | 10 647                   |                      | 4          | 23         | 50         |
| 2021                                                                            | 741 360              | 917 160   | 80.8           | 68         | 65            | 3             | 10 902                   |                      | 3          | 23         | 50         |
| Fuente: Catholic-Hierarchy, que a su vez toma los datos del Anuario Pontificio. |                      |           |                |            |               |               |                          |                      |            |            |            |

## Episcopologio
- Eloy Tato Losada, I.E.M.E. † (25 de abril de 1969-31 de mayo de 1994 renunció)
- Armando Larios Jiménez (31 de mayo de 1994-8 de marzo de 2001 nombrado obispo de Riohacha)
- Jorge Leonardo Gómez Serna, O.P. (3 de noviembre de 2001-30 de julio de 2012 renunció)
  - Sede vacante (2012-2014)
- Ariel Lascarro Tapia, desde el 21 de noviembre de 2014